# 玫瑰堂 (香港)

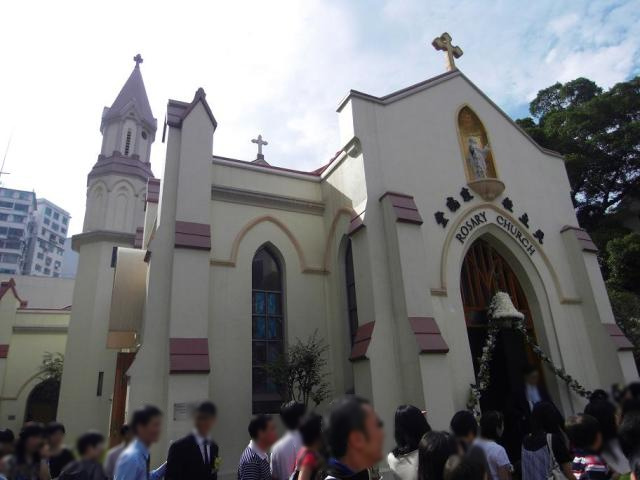
玫瑰堂正門

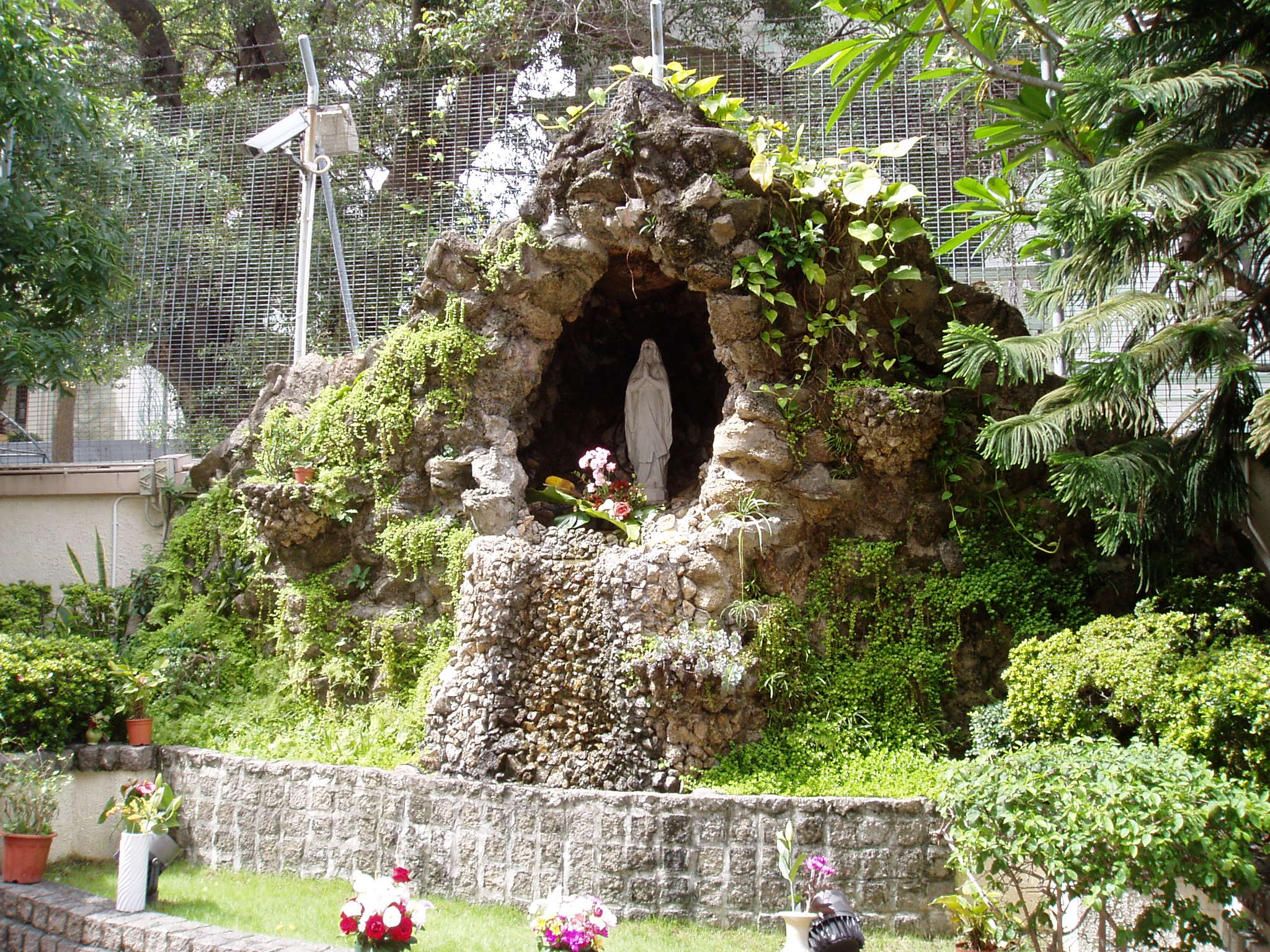
露德聖母岩

九龍玫瑰堂（又稱尖沙咀玫瑰堂），位於九龍尖沙咀漆咸道南125號，現為香港二級歷史建築。毗鄰嘉諾撒聖瑪利書院、嘉諾撒聖瑪利學校及公教進行社。

## 歷史
玫瑰堂於1901年興建，最初為一座可容納800人的教堂。當時北京發生義和團事件，英軍從印度抽調一批印度籍士兵駐紮在九龍。玫瑰堂便是為了方便當中的天主教徒進行主日彌撒。該處原為嘉諾撒修院，後來因教堂不敷應用，修院於1903年讓出土地予玫瑰堂重建。同年10月，玫瑰堂得到葡萄牙籍教友甘曼斯博士捐款協助重建。1904年12月4日，當時香港副代牧翟神父為教堂進行奠基祝聖，並於1905年5月8日進行落成祝聖。
玫瑰堂於1913年加建兩側及祭衣房，後來加建露德聖母岩及在教堂的塔頂加設銅鐘，1950年加建中廊。玫瑰堂最近一次重修於1990年進行，做成現時的外貌，並曾於2003年翻新。
2009年，玫瑰堂設立基督徒合一小組，為首個設有相關組織的堂區；該組織定期舉辦合一音樂會，並拜訪區內不同宗派團體。玫瑰堂是現時全港唯一一個設有「基督徒合一」小組的堂區。該小組自2009年至2016年舉行了三次「合一」音樂會，亦曾探訪佑寧堂、救世軍，循道衛理聯合教會等宗派。
玫瑰堂設有善會、禮儀組幹事、堂區聖詠團（芥子聖詠團）、聖若望碧文輔祭會（St. John Berchmans Altar Servers Ministry）、聖言宣讀會（The Ministry of the Lectors）、送聖體員小組、福音組幹事、善別禮儀小組、福傳組幹事、成人慕道組、兒童信仰培育組、培育組幹事、基督徒合一小組、聖召小組、玫瑰聖母會、七苦會、聖體會、聖母軍 — 至貞之母支團、基督青年行（Christ Youth Action）（前名為玫瑰堂青年會 Catholic Young Adults in Action）、青少年牧民組（Youth at Rosary）（YaR 青年堆）幹事、關社組幹事、聖路加關愛組、棉衣組、聖雲先會（Society of St Vincent de Paul）、婚姻與家庭牧民組幹事、宣傳組幹事、堂區網頁組、堂區通訊組、支援組幹事、插花組、主日茶座組、導賞組等。
現時，玫瑰堂恆常舉辦主日彌撒（Sunday Masses）、提前主日彌撒（Anticipated Sunday Mass）、平日彌撒（Weekday Mass）、告解時間（Confession Sessions）、朝拜聖體、聖體降福、兒童主日學、婚姻聖事、慕道班及收錄禮、嬰兒洗禮、成人洗禮、堅振聖事、病弱者傅油禮（Anointing of the Sick）、明愛慈善賣物會、讀經計劃、朝聖旅行等各種活動及禮儀。

## 牧職人員
- 主任司鐸：顧嘉靈神父（Fr. Mario E. Gutierrez Carrejo, MG）
- 助理司鐸：沈嘉仁神父（Fr. Michael J. Sloboda, MM）
- 助理司鐸：孟維君神父（Fr. Paul Meng, SVD）
- 助理司鐸：張樂天神父（Fr. Cyril Cheung）[2]

## 外部連結
- 九龍玫瑰堂 （页面存档备份，存于）
- Rosary Church 九龍玫瑰堂的Facebook專頁